# Lee Sang-woo
Lee Sang-woo (tiếng Triều Tiên: 이상우, Hán-Việt: Lý Thượng Vũ, sinh 13 tháng 2, 1980) là diễn viên nam người Hàn Quốc. Anh trở nên nổi tiếng từ phim truyền hình 2007 Khi những bà nội trợ hành động, và từ đó đóng các vai chính trong The Road Home (2009), Hãy yêu đừng e ngại (2009), Cuộc sống tuyệt vời (2010) and Người kế vị (2012).

## Sự nghiệp
Năm 2010, Sang-woo đóng cùng Song Chang-eui trong Cuộc sống tuyệt vời trong vai một cặp đồng tính. Phim là một trong số ít phim truyền hình về một cặp đồng tính nam công khai trong xã hội hàn Quốc, nơi có quan điểm bảo thủ về tính dục. Dù có tranh cãi, phim thành công về tỉ suất người xem, và Sang-woo sau đó tiếp tục làm việc với biên kịch nổi tiếng Kim Soo-hyun trong Lời hứa ngàn ngày (2011) và My Kids Give Me a Headache (2012).